# ル゜
ル゚（る゚）とは、明治期に一部で用いられた仮名。外来語のラ行音のうち、L音由来のものをR音由来のものから区別するために、前者に半濁点を添えたもの。

## ル゚に関わる諸事項
- 英語L音を示す特殊仮名文字。現在の発音ガナではひらがなの《ら》行でL音を示す方式が主流になっている。[2][信頼性要検証]